# تانک

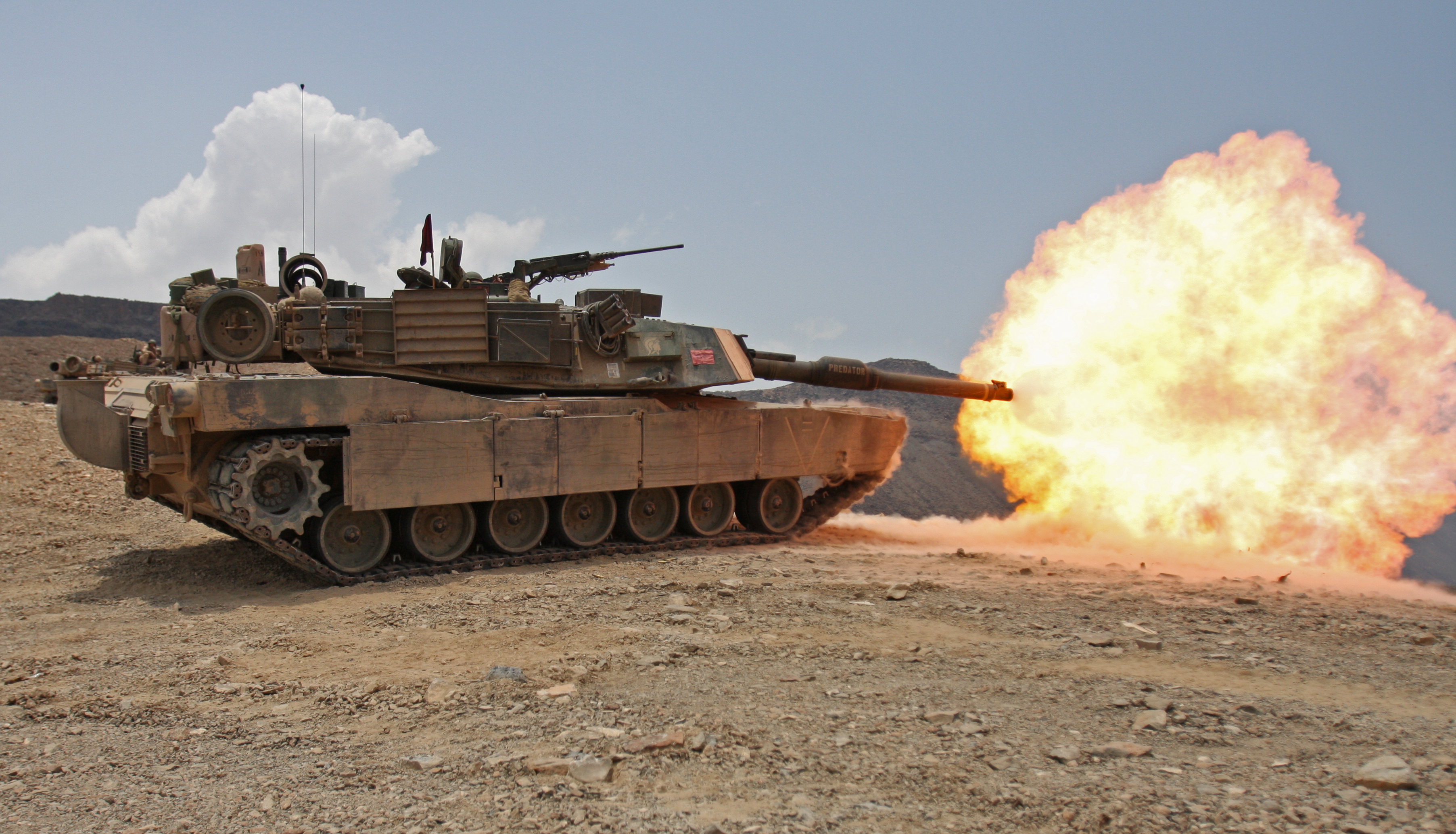
تانک آمریکایی آبرامز در حال شلیک

تانک گونه‌ای از خودروی رزمی زره‌پوش و معمولاً دارای شنی است که توانایی شلیک مهمات توپ در یک درگیری مستقیم را دارا می‌باشد. از نظر عملیاتی تانک‌ها دارای تحرک بالا و قابلیت‌های هجومی و دفاعی هستند. تانک دارای یک توپ اصلی با کالیبر بزرگ است که معمولاً در یک برجک گردان نصب می‌شود و به چند سلاح دیگر از جمله مسلسل هم مجهز است. زره تانک از آن در برابر دامنه گسترده‌ای از گلوله‌های و ادوات دشمن محافظت کرده و شنی امکان حرکت آن در سطوح مختلف را فراهم می‌سازند.
تانک‌ها برای نخستین بار در سده بیستم میلادی و در جنگ جهانی اول در جبهه‌های نبرد مورد استفاده قرار گرفتند و به مرور به یکی از اجزای کلیدی نیروهای مسلح عمده کشورهای جهان تبدیل شدند. امروزه با افزایش اهمیت جنگ‌های نامتقارن، پایان جنگ سرد و افزایش توجه به سلاح‌های ارزان‌قیمت ضدتانک روسی، اهمیت تانک‌ها کمتر شده‌است. به همین دلیل تانک‌ها به ندرت به‌طور انفرادی وارد عملیات شده و معمولاً در واحدهای زرهی با حمایت پیاده‌نظام و گاهی خودروهای جنگی پیاده‌نظام سازمان‌دهی می‌شوند و گاهی از حمایت هواگردها و بالگردهای شناسایی و رزمی نیز بهره می‌برند.
در گذشته تانک‌ها به انواع مختلفی از جمله تانک‌های سبک، متوسط، سنگین، فوق سنگین، تانک پیاده‌نظام و … تقسیم می‌شدند که هر یک برای مأموریت‌های ویژه‌ای طراحی شده بودند. پس از جنگ جهانی دوم گرایشی عمومی به استفاده از یک نوع تانک تحت عنوان تانک اصلی میدان نبرد ایجاد شد که قدرت انجام همه مأموریت‌ها را داراست. البته در بعضی از ارتش‌ها هنوز از تانک‌های سبک با زره کمتر و تحرک بیشتری برای مقاصد شناسایی و دیده‌بانی استفاده می‌شود.

## تاریخچه

### جنگ جهانی اول

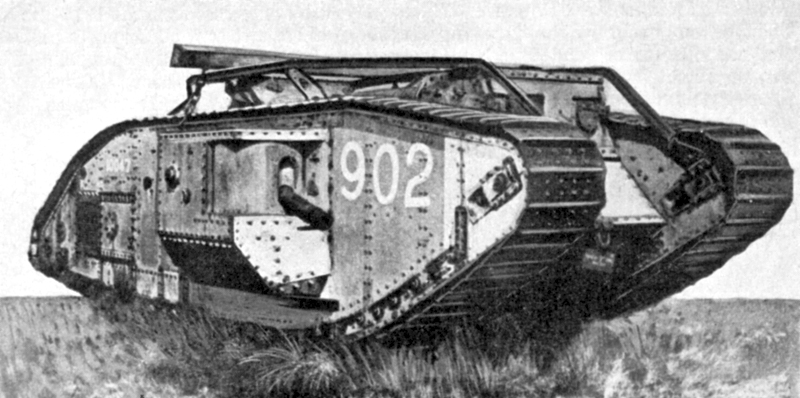
مارک پنج-ستاره. نمونه تانک انگلیسی در جنگ اول جهانی

همه کشورهای عمده اروپایی پیش از جنگ جهانی اول، در تعداد اندک، خودروی‌های مسلح تولید کرده بودند. این خودروها با آغاز جنگ به سرعت زره‌پوش شدند. با پدیداری رزم سنگری استفاده از این خودروها به شدت محدود گشت. بن‌بست رزم سنگری سبب خلق ایده استفاده از گونه‌ای از خودروهای شنی‌دار و اختراع تانک توسط بریتانیایی‌ها در ماه اکتبر سال ۱۹۱۴ جهت فائق آمدن بر موانع پدید آمده توسط این سنگرها، شد. ادوات خودکششی مسلح به توپ که محصور در زره بودند و می‌توانستند در سطوح ناهمواری چون گودال‌های حاصل از گلوله‌باران توپخانه و کانال‌های حفر شده به عنوان سنگر، پیش بروند. امید می‌رفت تانک گره کور رزم سنگری ثابت را بگشاید و تحرک در میدان نبرد را بازیابد. با توجه به مشارکت اشخاص و نهادهای مختلف در کار بر روی آن، اختراع تانک را نمی‌توان به شخص یا گروه خاصی نسبت داد. ماه فوریه سال ۱۹۱۵ کمیته‌ای در بریتانیا بدین منظور تشکیل و نخستین تانک پیش‌نمونه تحت عنوان «ویلی کوچک»، ماه ژوئن همان سال تولید گردید. در طی ساخت نخستین تانک، به منظور مخفی نگه داشتن این کار، به کارگران تانک ساز بریتانیا گفته شده بود که آنها مشغول ساخت مخزن‌های آب (که در انگلیسی تانک نامیده می‌شود) متحرک برای جبهه هستند که این نام پس از آن بر این وسیله ماندگار شد.

نخستین دکترین تاکتیکی برای کاربرد تانک‌ها ماه فوریه سال ۱۹۱۶ در نوشته از سرهنگ ارنست سوئینتون مطرح گردید. او بر عقیده بود که:
تانک‌ها توان لازم برای شکستن متوالی خطوط دفاعی دست‌نخورده را فراهم می‌آورند. اما … هر چه پیشروی آن‌ها سریع‌تر و بی‌خلل باشد شانس آن‌ها برای بقای کافی جهت انجام این عمل بیشتر است؛ بنابراین ممکن است که اقدام برای رخنه در ناحیه دفاعی در عرض یک روز یک پیشنهاد عملی در نظر گرفته شود.
 سوئینتون می‌پنداشت توپخانه دشمن تهدید اصلی علیه تانک‌ها هستند؛ پس توپخانه خودی می‌بایست بر ضد آتشبار متمرکز شود و هواگردها بمب‌های خود را بر سر توپ‌های دشمن بریزند. او در انتها می‌افزاید:
به نظر می‌رسد، از آن جایی که تانک‌ها یاری‌رسان پیاده‌نظام هستند، می‌بایست خود پیاده‌نظام تلقی شوند و در عملیات تحت همان فرماندهی باشند.
همزمان، فرانسوی‌ها نیز به شکل کاملاً مستقلانه‌ای در حال پیش برد طرح‌های مشابهی بودند. فرانسه با ساخت تانک اف-تی در سال ۱۹۱۵ برای اولین بار با سوار کردن یک برجک، قابلیت شلیک ۳۶۰ درجه را به تانکها افزود. طی جنگ جهانی اول حدود ۳۰۰۰ عدد از این تانک مورد استفاده فرانسه قرار گرفت که پرشمارترین در جنگ جهانی اول به‌شمار می‌رود.

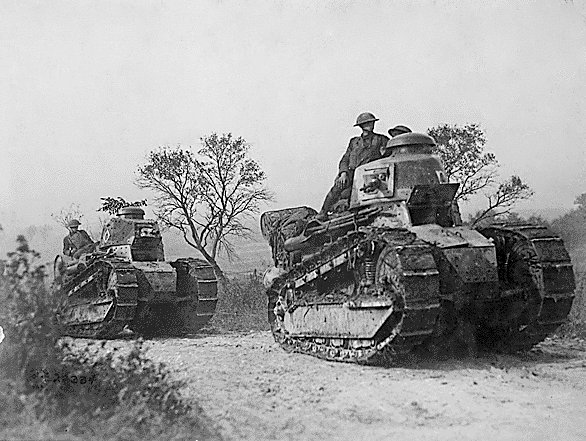
تانک اف-تی در سال ۱۹۱۸

تانک‌ها برای نخستین بار ماه ژوئیه سال ۱۹۱۶ توسط نیروی زمینی بریتانیا در نبرد سم به کار گرفته شدند. با وجود وعده ۷۵ تانک، تنها ۶۰ تانک با خدمه‌ای با آموزش اندک بدین منظور تأمین گردید. در این نبرد تانک‌ها به تدریج وارد صحنه نبرد شده و عملکرد مناسبی نداشتند. نخستین تهاجم به کمک تانک‌ها روز ۱۵ سپتامبر سال ۱۹۱۶ در نبرد فلرس-کورسلت انجام گرفت. از مجموع ۴۹ تانک به کار گرفته شده در این نبرد تنها ۹ تانک توانستند خود را به خطوط آلمانی‌ها برسانند اما باعث امیدواری بیشتر بریتانیایی‌ها شدند تا تولید ۱۰۰۰ دستگاه دیگر و ادامه کار بر ارتقا آن‌ها سفارش گردد. حضور تانک‌ها در میدان نبرد آلمانی‌ها را کاملاً غافلگیر کرد و به فکر یافتن راه‌های مقابله انداخت. فرانسوی‌ها نیز برای نخستین بار ماه آوریل سال ۱۹۱۷ از تانک‌های خود در رزمگاه استفاده نمودند. تانک‌ها ماه نوامبر همان سال در کمبرای به طرز درخشانی مؤثر واقع شدند. در آن زمان ۳۰۰ تانک بریتانیایی در جبهه‌ای به طول ۱۰ کیلومتر به دشمن حمله‌ور شده و خطوط دفاعی آلمان‌ها را در هم گسیختند. این تانک‌ها سرعت تحرک کمی داشتند و غیرقابل اطمینان بودند ولی برای عبور از زمین‌های گل آلود و قطع سیم‌های خاردار و گذشتن از خندق‌ها بسیار مفید واقع شدند. رنو اف‌تی ساخت فرانسه، نخستین تانک دارای برجک با قابلیت چرخش ۳۶۰ درجه ماه مه سال ۱۹۱۸ وارد صحنه گشت. حدود ۳۲۰۰ دستگاه از این تانک در طول جنگ جهانی اول سفارش داده شد. بزرگ‌ترین نقص تانک‌های این دوره قابلیت اطمینان پایین آن‌ها بود. بدین ترتیب خرابی‌های مکانیکی تانک‌های بیشتری را نسبت به اقدامات دشمن از کار می‌انداخت. برای مثال، از مجموع ۵۸۰ تانک بریتانیایی به‌کارگرفته شده در آمین در ۸ اوت سال ۱۹۱۸، تنها ۱۴۵ تانک روز بعد از آن در دسترس بودند. به هر صورت با ادامه جنگ نقش تانک‌ها رفته‌رفته پر رنگ‌تر می‌شد.

### دوره میان‌دوجنگ
نقش تانک‌ها در جنگ‌های آینده محل بحث‌های فراوانی در دوره میان‌دوجنگ بود. عده‌ای حامی حفظ نقش تانک‌ها به عنوان تسلیحات پشتیبانی پیاده‌نظام بودند؛ درحالیکه عده دیگری راه بدل ساختن آن به هسته آرایش‌های متحرک جدید با قابلیت حصول پیروزی‌های تعیین‌کننده را دنبال کردند. هنگامی که متفقین غربی تصمیم به برگزیدن رویکردی تلفیقی گرفتند، آلمان و شوروی با تولید مقادیر زیادی تانک، نیروهای زرهی مستقلی پدیدآوردند. در فاصله بین دو جنگ جهانی هم تانک‌ها و هم تاکتیک‌های کاربرد آن‌ها پیشرفت قابل توجهی کرد. با وجود این که تانک‌ها نقش بزرگی در شکست آلمان در جنگ جهانی اول نداشتند، این کشور که خود در آن جنگ هدف نخستین عملیات تهاجمی این سلاح قرار گرفته بود، به نظر می‌رسد بیش از بقیه کشورها به توانمندی تانک‌ها در میدان‌های نبرد پی برد. آلمان بر خلاف محدودیت‌های پیمان ورسای، دست به گسترش نیروهای زرهی خود زد و تانک‌ها را به بخش ضروری آماده‌سازی خود برای جنگ آینده بدل کرد.

### جنگ جهانی دوم
نبردهای آغازین جنگ جهانی دوم نشان‌گر وفوق نظریه دوم در چگونگی کاربرد تانک‌ها بود. در این زمان، لشکرهای زرهی آلمان در قالب تاکتیک بلیتس‌کریگ (رزم برق‌آسا) خطوط مقدم دشمنان را در جبهه‌های شرقی، غربی و شمال آفریقا، شکافتند و بر آن‌ها فائق آمدند. در طول این جنگ با افزایش ضخامت زره و قدرتمندتر گشتن توپ آن‌ها، تانک‌ها بزرگ و بهتر شدند. تانک‌ها حاکمان میدان‌های نبرد و مظهر قدرت نظامی گردیدند. معمولاً پیروزی در آن‌ها با طرفی بود که به طرز موثرتری از یگان‌های زرهی خود استفاده می‌کرد. تانک‌های مخصوصی برای عملیات‌های آبی خاکی و پیاده‌سازی در ساحل و همچنین مین‌روبی نیز در این جنگ به کار آمدند و پیشرفت‌هایی در زمینه سلاح‌های ضدتانک همچون راکت‌اندازهای دوش‌پرتاب، گلوله‌های زره‌شکاف، موشک‌های ضدتانک نیز صورت گرفت.

### جنگ سرد و عصر حاضر

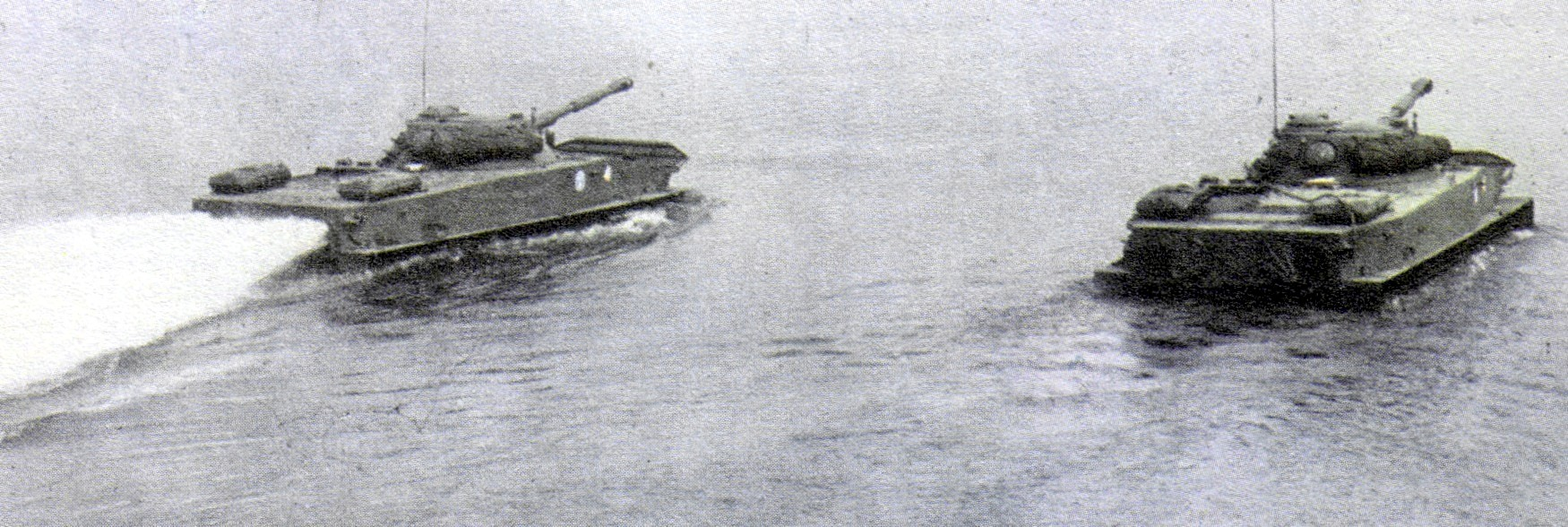
پ‌ت۷۶ تانک سبک آبی‌خاکی روس تانک اصلی شناسایی اعضای پیمان ورشو

قابلیت‌هایی همچون زره‌های واکنشی، سامانه‌های شناسایی فروسرخ، تجهیزات موقعیت‌یاب، ابزارهای قفل بر هدف، مسافت‌یاب‌های لیزری، گلوله‌گذارهای اتوماتیک، سیستم‌های کامپیوتری کنترل آتش و ناوبری پس از جنگ جهانی دوم برای تانک‌ها طراحی شده‌اند. با وجود نیرومندتر شدن تانک‌ها در دهه‌های بعدی سده بیستم، برتری آن‌ها با ظهور گسترده تسلیحات ضد تانک جدید، نسبتاً ارزان و مؤثر، به چالش کشیده شد. سلاح‌های ضد تانک پیشرفت زیادی را به خود دیدند؛ سلاح‌های نیرومندی برای پیاده‌نظام ساخته شده و مهمات ویژه‌ای تولید گردید که با شلیک از توپخانه یا هواپیما قدرت تخریب هم‌زمان چندین تانک را داشت. علاوه بر این، تغییر ماهیت جنگ موجب تضعیف هر چه بیشتر اهمیت و برتری تانک‌ها شد. با جایگزینی درگیری‌های گسترده نیروهای مسلح در رزم متعارف با رزم‌های نامنظم‌تر در مقیاس کوچک‌تر، تانک‌ها نقش محوری خود را از دست دادند.
با وجود این که برخی تحلیلگران نظامی برای دهه‌ها افول کلی تانک‌ها به عنوان تسلیحات جنگی را پیش‌بینی می‌کردند، آرایش‌های تانک همچنان بخش مهمی از نیروهای مسلح ملی و به عقیده عده‌ای هنوز مظهر توانمندی نظامی به حساب می‌آیند. از این رو، ارتقا هر چه بیشتر در زره، تسلیحات، تجهیزات الکترونیکی و قابلیت‌های عمومی تانک‌ها ادامه یافته‌است و خودروهای بدون سرنشین هدایت‌شونده از راه دور در دستورکار قرار گرفته‌اند.

## عملکرد

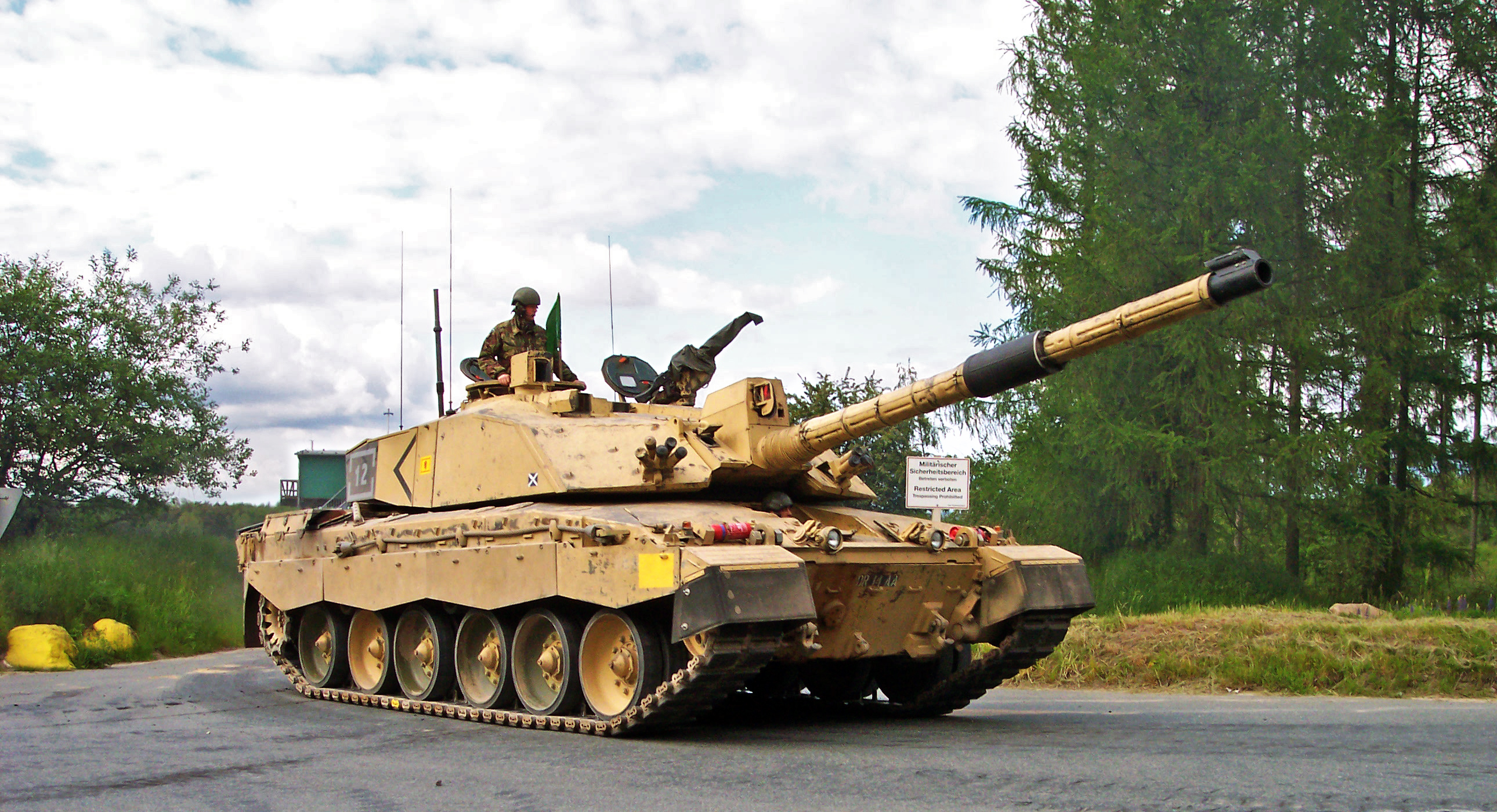
چلنجر۲ تانک اصلی ارتش بریتانیا از سال ۱۹۹۸ تاکنون

تانک سلاحی برای حملهٔ برق آساست و می‌تواند از گودال‌ها و رودخانه‌ها بگذرد. بعضی از تانک‌ها حتی می‌توانند فاصله‌های کوتاهی را زیر آب حرکت کنند. از بعضی دیگر برای بازکردن مسیرهایی از میان میدان‌های مین استفاده می‌شود. هر تانک یک توپ اصلی داشته که بر روی برجک سوار شده و با قابلیت چرخش دایره وار، توان آتش در تمام جهات را داراست.
زره تانک از ورق فولادی است. این زره ممکن است در جلو تانک بیش از ۱۲ سانتی‌متر ضخامت داشته باشد که تشکیل دهنده نیمی از وزن تانک می‌باشد. برای کم کردن وزن، زره را در پهلوها و پشت تانک نازک‌تر می‌سازند. زرهی با این اندازه، تانک را در مقابل گلوله‌های کوچک محافظت می‌کند، ولی حتی زره ضخیم هم ممکن است با گلولهٔ توپ‌های جدید سوراخ شود.